# Georges William Taylor
Georges William Taylor, né le 25 août 1924 à Salles et tué le 8 avril 1945 en Hollande, est un résistant français. Il est compagnon de la Libération.

## Biographie
En juillet 1944, Georges Taylor 19 ans et qui est SAS arpente l'Île de Quiberon. Il est tenue par les Allemands.

### Famille
Il est le fils d'une française et d'un officier de cavalerie britannique.

### Engagement
Le 9 juin 1944, il est parachuté en Bretagne.
Le 8 avril 1945, lors d'une attaque sur l'« Orange canal » aux Pays-Bas, il est tué par un soldat SS.
Il est inhumé une première fois à Westerbork avant que son corps ne soit rapatrié en France, dans son village natal de Salles.

## Distinctions
- Chevalier de la Légion d'honneur
- Compagnon de la Libération à titre posthume par décret du 26 septembre 1945[1]
- Croix de guerre 1939–1945 (3 citations).
- Croix militaire (GB)
- Silver Star Medal (USA)
- Croix de Guerre Hollandaise